# Cochino frito

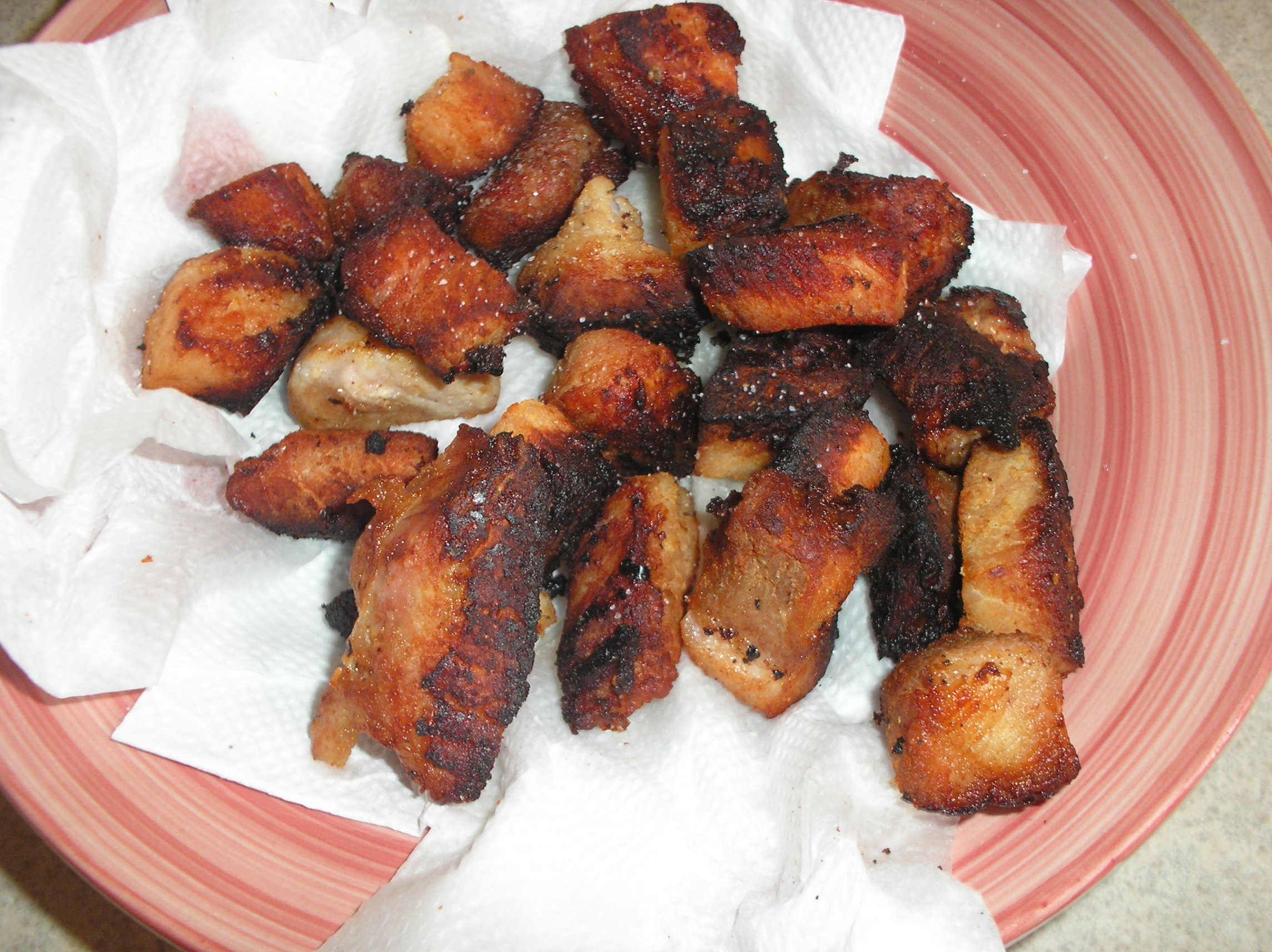
Cochino frito.

El cochino frito o marrano frito es una comida típica venezolana preparada con cerdo. Se cocina más en regiones del occidente de Venezuela, pero es común en todo el país. También se conoce en otros países con otros nombres como por ejemplo en México donde se le denomina carnitas.
El plato consiste en preparar carne de cerdo frotada con limón y especias como la sal y la pimienta. Y después freírlas en aceite mientras se cocina con su propia grasa.
Es común consumirlo acompañado de cachapas o arepas. También es posible aderezarlo con alguna salsa, generalmente se emplea la guasacaca o salsa picante, si bien muchos también suelen usar salsa BBQ o aun kétchup.